# ایستگاه شیباکوئن
ایستگاه شیباکوئن (به لاتین: Shibakoen Station) یک ایستگاه در ژاپن است که در پارک شیبا واقع شده‌است.